# Ministerio de Justicia y Asuntos Islámicos de Baréin
El Ministerio de Justicia de Baréin se estableció poco después de que Baréin lograra la independencia en 1971, para reemplazar al Departamento de Justicia. El Ministerio supervisa todos los aspectos administrativos relacionados con el sistema judicial en el país y se mantiene en contacto con el Consejo Supremo de la Judicatura y todos los órganos pertinentes del sistema judicial y de aplicación de la ley.
En 2005, el nombre del Ministerio se cambió a Ministerio de Justicia, Asuntos Islámicos y Dotaciones debido a la tarea adicional de regular y supervisar las afiliaciones políticas. El actual Ministro es Shaikh Khalid bin Ali bin Abdullah Al Khalifa, miembro de la familia real de Baréin. También ostenta el cargo de jefe del Alto Comité de elecciones.

## Directorados[2]
- Dirección de Tribunales
- Dirección de Fondos de Menores
- Dirección de Ejecución
- Dirección de Sistemas de Información
- Dirección de Notario
- Dirección de Recursos Humanos y Financieros
- Dirección de Coordinación y Comunicación
- Oficina de Casos del Estado
- Dirección de Estadística y Planificación

## Ministros
| Nombre                                             | Inicio | Fin        |
| Sheikh Daij bin Hamad Al Khalifa                   | 1956   | 1969       |
| Sheikh Khalid bin Mohammed bin Abdullah Al Khalifa | 1971   | 1974       |
| Sheikh Isa bin Mohammed bin Abdullah Al Khalifa    | 1974   | 1975       |
| Sheikh Abdullah bin Khalid bin Ali Al Khalifa      | 1975   | 2002       |
| Javeed Bin Salem Al-Arayed                         | 2002   | 2005       |
| Sheikh Khalid bin Ali bin Abdullah Al Khalifa      | 2006   | actualidad |